# Laurentius Petri Brask
Laurentius Petri Brask, född 1500 i Linköpings församling, död 1560, var en svensk präst.

## Biografi
Laurentius Petri Brask föddes 1500 i Linköpings församling. Han var son till rådmannen Peder Pedersson Brask och brorson till biskopen Hans Brask. Brask prästvigdes 1526 till biskopens kaplan. Han blev 1530 kyrkoherde i Veta församling och 1552 kontraktsprost i Vifolka kontrakt. Brask avled 1560.

### Familj
Brask gifte sig 1538 med Brita Gudmundsdotter Skuthe. Hon var dotter till en rik man i Linköping. Brask och Skuthe fick tillsammans sonens Laurentius Laurentii Brask, som var kyrkoherde i Västerviks församling.